# Dimanche des Myrophores

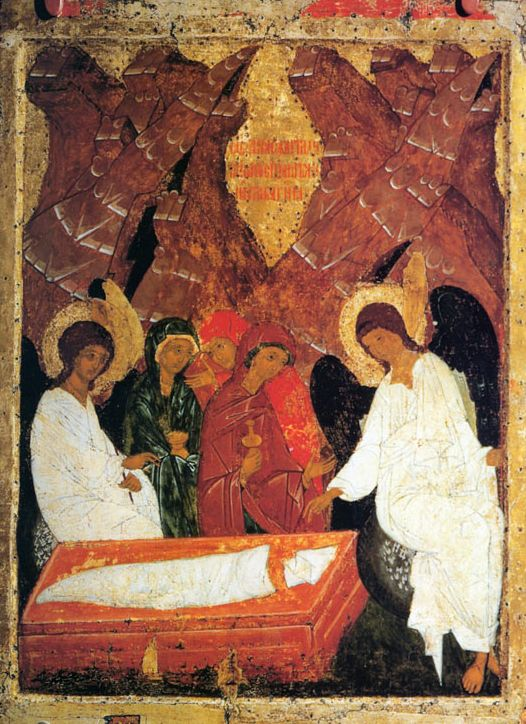
Icône de l'Apparition de l'ange aux Myrrophores et du dimanche des Myrophores. Au centre : les deux Marie avec chacune un ange à leur côté ; au premier plan : le Saint-Sépulcre avec le linceul et le linge.

Le Dimanche des Myrophores est, dans les Églises d'Orient – Églises orthodoxes et Églises orthodoxes de rite byzantin – le troisième dimanche du temps pascal (P + 14).

## Thème
Ce jour célèbre les Myrophores, saintes femmes qui découvrirent le sépulcre vide de Jésus et en avertirent les apôtres ; il célèbre aussi Joseph d'Arimathie et Nicodème qui procédèrent à l'ensevelissement de Jésus.

### Contenu de la célébration
Comme pour tous les services jusqu'à l'Ascension, on chante le tropaire pascal. Les épîtres sont tirées des Actes des apôtres et des évangiles selon Jean et Marc. C'est la seule fois où le culte évoque à la fois la Crucifixion et la Résurrection.

## Célébration

### Hymnographie
Tropaire pascal (Mélodie spéciale)
Le Christ est ressuscité d'entre les morts,

repoussant la mort par la mort,

et redonnant la vie aux défunts !
Tropaire de la Résurrection (Ton 2)
Lorsque Tu es descendu vers la mort,

immortelle Vie,

l’enfer fut renversé par la splendeur de ta divinité ;

et, lorsque Tu ressuscitas les morts qui gisaient au fond du tombeau,

tous les anges dans les cieux se mirent à chanter :

Gloire à toi, Source de vie, ô Christ notre Dieu !
Tropaire du saint apôtre et évangéliste Jean (Ton 2)
Apôtre bien-aimé du Christ notre Dieu, 

hâte-toi de délivrer un peuple sans défense ! 

Celui qui t’a permis de t’incliner sur sa poitrine 

te permettra de t’incliner vers lui pour plaider en notre faveur. 

Demande-lui de dissiper les ténèbres du paganisme des nations ; 

qu’il nous accorde la paix et la grâce du Salut !  

Gloire à toi, Source de vie, ô Christ notre Dieu !
Kontakion du saint apôtre et évangéliste Jean (Ton 2)
Tes hauts faits, Disciple vierge, 

qui en fera le récit ? 

Tu répands les miracles, en effet, 

comme une source tu fais jaillir les guérisons 

et pour nos âmes tu intercèdes auprès du Christ, en ami ! 
Kontakion des Myrophores (Ton 2)
Ordonnant aux Myrophores de se réjouir,

Tu as fait cesser les pleurs d’Eve, la première aïeule,

par ta Résurrection, ô Christ notre Dieu.

Aux apôtres Tu donnas l’ordre de proclamer :

« Le Sauveur est sorti du tombeau ! »

### Lectures
- Actes, 6:1-7 ;
- Jean, 1:1-7 ;
- Marc, 15:43-16:8 ;
- Jean, 19:25-27, 21:24-25.